# Apostelkirche (Neuburg an der Donau)
Die Apostelkirche in Neuburg an der Donau ist das Kirchengebäude der evangelisch-lutherischen Apostel-Kirchengemeinde im Osten der Stadt mit den Außenorten Heinrichsheim, Marienheim, Herrenwörth und Rohrenfeld.

## Gemeinde und Baugeschichte

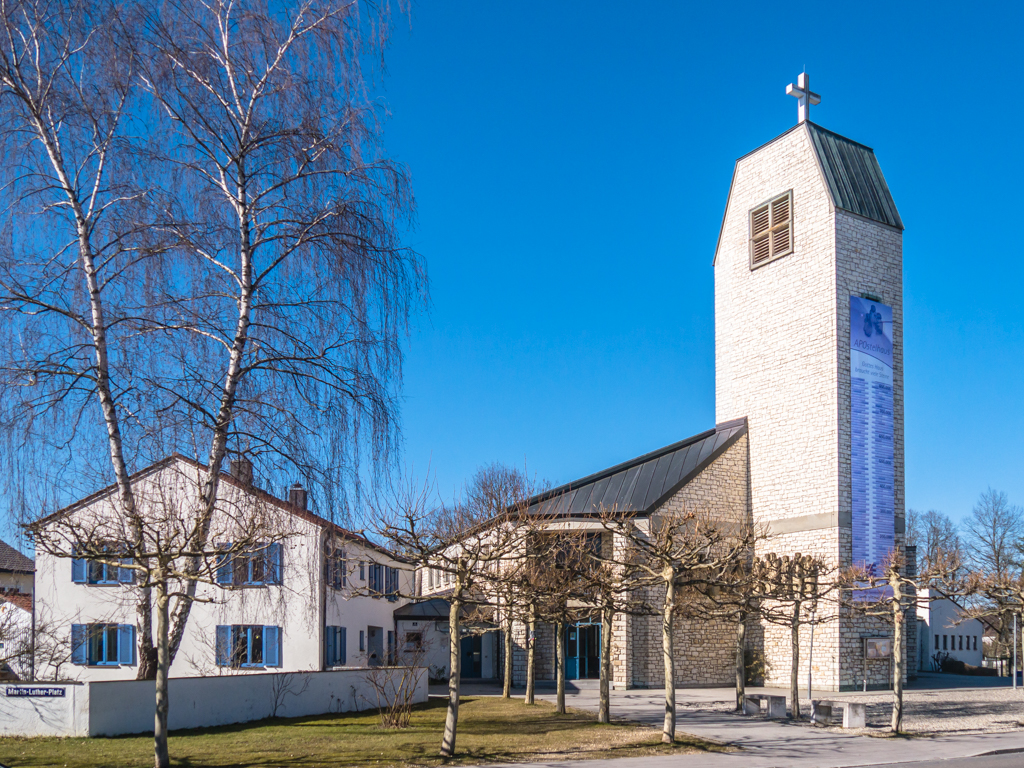
Apostelkirche im Februar 2014 mit Pfarrhaus und dem Spendenbanner für das neue Gemeindehaus

Das Gemeindegebiet wurde von der zunächst einzigen evangelischen Kirche im Zentrum der Stadt versorgt. Durch den Zuzug von Flüchtlingen und Spätaussiedlern nach dem Zweiten Weltkrieg wuchs die Stadt besonders durch die Neubaugebiete im Osten Neuburgs erheblich. Stadtpfarrer war zu der Zeit Johannes Zwanzger. Die wachsende Zahl evangelischer Christen machte den Bau einer weiteren evangelischen Kirche erforderlich. Die Apostelkirche wurde als Tochtergemeinde der Christuskirche im Siedlungsgebiet Ostend zeitgleich mit der katholischen Schwesterkirche St. Ulrich eingeweiht. Seit dieser Zeit ist die Apostelkirche Standortkirche für das Jagdgeschwader 74.
Der Kirchenbau wurde 1961–1964 nach Plänen von Architekt Regierungsbaumeister Helmut Philipp Christian Prechter aus Harburg errichtet. Der Korpus aus Stahlbeton ist vollständig mit hellem Kalkbruchstein verkleidet und hat hohe seitliche Außenwände. Der asymmetrische sechseckige Grundriss wurde vom Erbauer als die behütenden und beschützenden Hände Gottes gedeutet.
Der 26 m hohe Kirchturm mit dem patinierten Kupferdach und dem weißen Kreuz sowie der Vorplatz mit Brunnen und Platanen sind von weitem gut zu erkennen. Pfarrhaus und Gemeindehaus bilden mit der Kirche ein gemeinsames Ensemble. Unmittelbar westlich schließt sich der einzige evangelische Kindergarten im Landkreis Neuburg-Schrobenhausen an, dessen Trägerin die Apostelkirche ist.

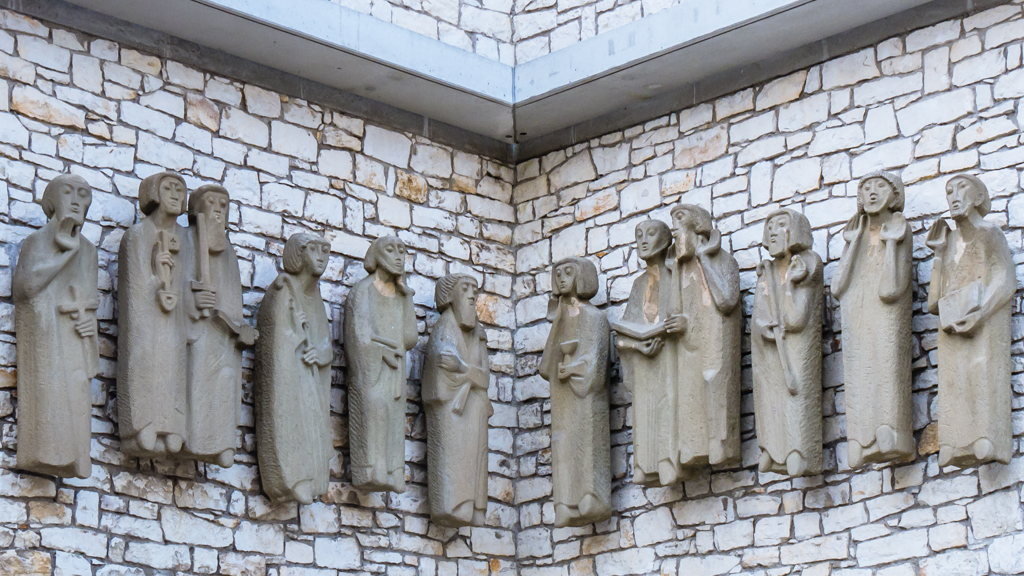
Die Steinplastiken der zwölf Apostel von Ernst Steinacker waren bis November 2016 das Wahrzeichen der Apostelkirche

Das Wahrzeichen des Gotteshauses waren die Zwölf Apostel, die als Steinplastiken an der Außenwand hingen und der Kirche ihren Namen gaben. Der Bildhauer Ernst Steinacker verwendete als Material Grünen Mainsandstein. Durch Umwelteinflüsse bildeten sich erhebliche Abplatzungen und Risse, die im November 2016 aus Sicherheitsgründen eine Abnahme erforderlich machten. 2022 wurden sie aus ihrem witterungsgeschützten Zwischenlager der Bundeswehr geholt, restauriert und über den ganzen Innenraum der Apostelkirche verteilt aufgestellt. Dort können sie von den Kirchenbesuchern jetzt auf Augenhöhe betrachtet werden. An ihrem ursprünglichen Ort an der Außenfassade wurden Steinplatten mit den Namen der dort zuvor hängenden Apostelplastiken befestigt.

## Innenraum

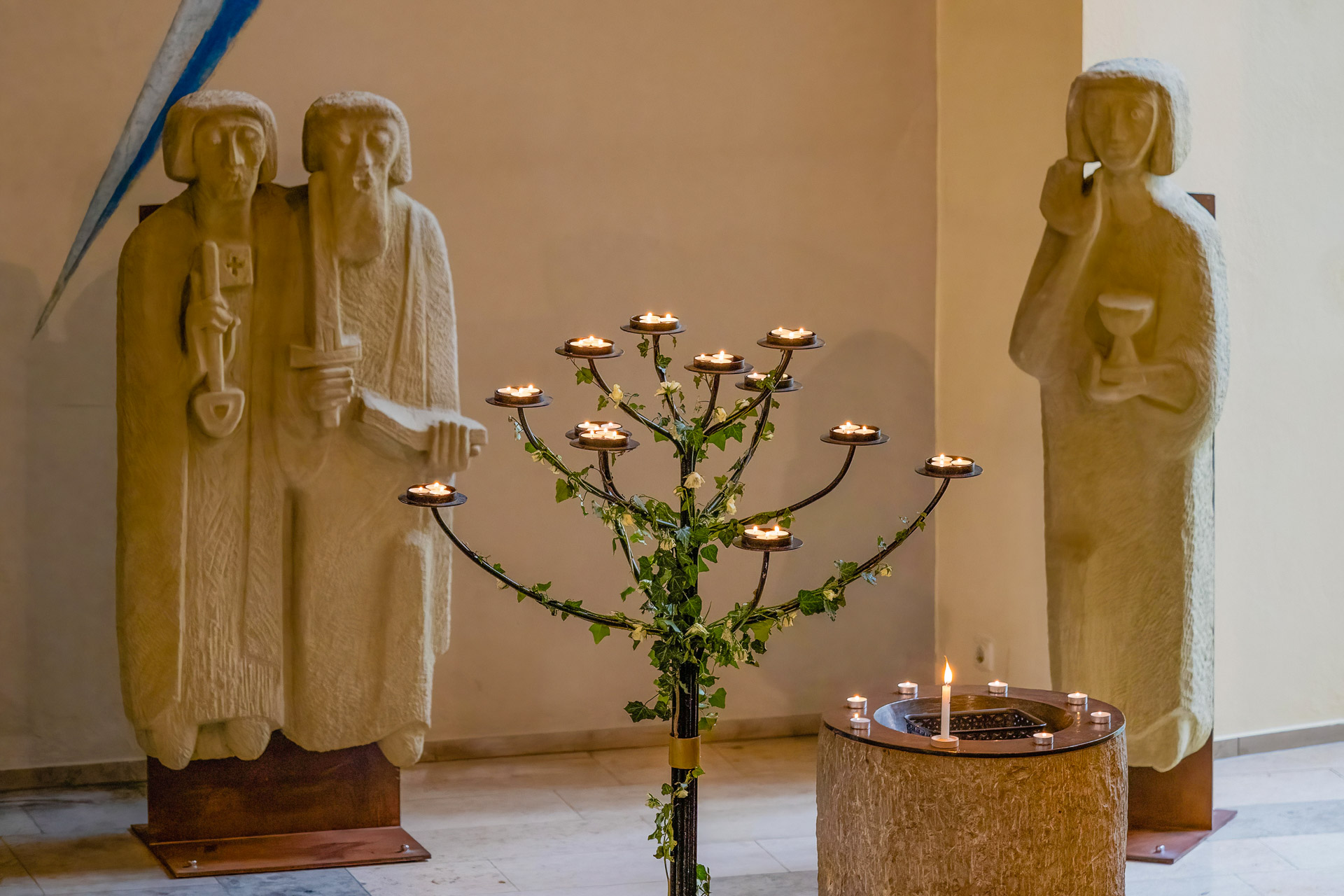
Drei der Apostel (Petrus, Paulus und Johannes) im Altarraum der Apostelkirche

Der Innenraum der Apostelkirche wird durch das große Fresko „Himmlisches Jerusalem“ geprägt. Es gilt als eines der zentralen Werke des gesellschaftskritischen Münchener Künstlers Günther Danco. Im Zentrum scheint das himmlische Jerusalem aus dem Blau der Flut aufzutauchen. Daneben ist ein Engel zu erkennen, der den Maßstab anlegt. Sonne und Mond haben sich verdunkelt. Ein ursprünglich vorhandenes Feuerband in roten, orangen und gelben Tönen zum unteren Abschluss des Freskos wurde vermutlich in den 70er Jahren mutwillig und irreparabel übermalt.
Im Zentrum stehen Altar und Taufstein. Der Taufstein befand sich früher in einer Taufnische vor dem großen Fenster, zu der man eine Stufe hinab steigen musste. Aus Sicherheitsgründen wurde das Taufareal angehoben. Die von Hans Engelhardt entworfene Innenausstattung ist noch unverändert in Gebrauch.
Die Akustik der Apostelkirche ist sehr gut und wird gerne zu Konzerten und Tonaufnahmen genutzt.
In den jeweils elf Kirchenbänken finden insgesamt rund 350 Personen während des Gottesdienstes oder eines Konzertes Platz. Hinzu kommen 150 Plätze auf der Empore. Der Taufstein kann, sofern das für Veranstaltungen erforderlich ist, verschoben werden.

## Altarkreuz

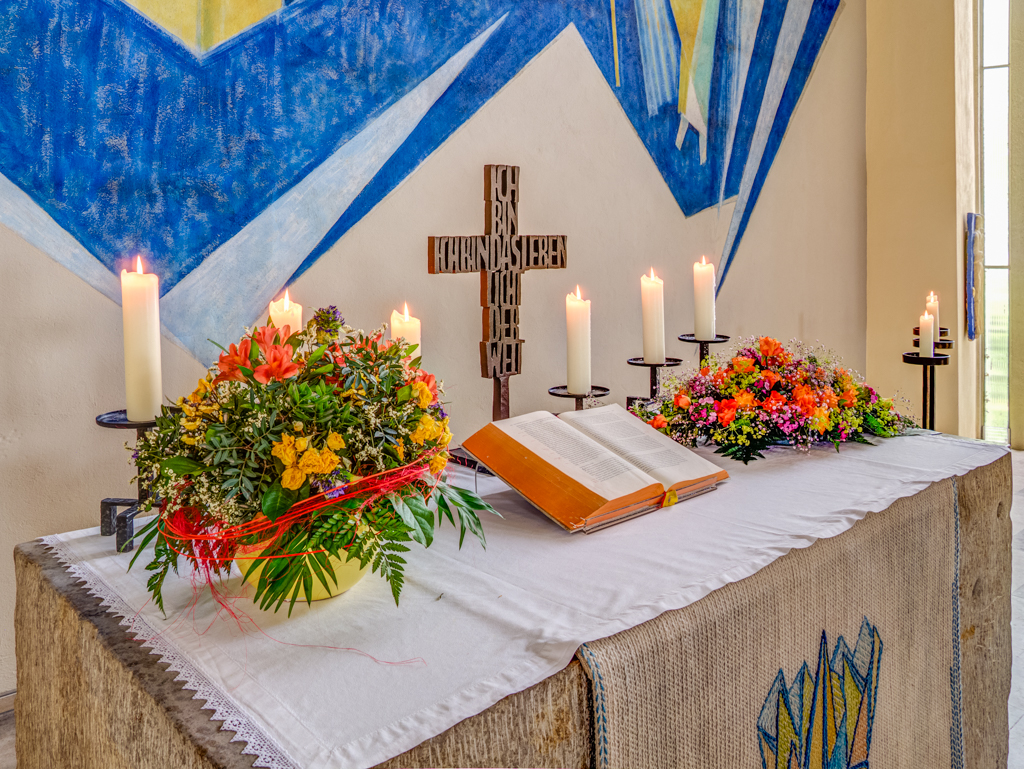
Altar von Hans Engelhardt mit Altarkreuz von Helmut Münch

Das Altarkreuz ist ein Nachfolger des Mainburger Altarkreuzes in der Dekanatskirche St. Matthäus (Ingolstadt) und wurde Ende der 70er/Anfang der 80er Jahre angeschafft. Wie in den anderen Kirchen zeigt das Altarkreuz im Querbalken das Jesuswort „Ich bin das Leben“, im Längsbalken „Ich bin das Licht der Welt“ aus dem Johannesevangelium. Die Entwürfe für alle Kreuze und für die Leuchter fertigte der freischaffende Maler und Grafiker Helmut Münch (1926–2008), der in Ebrantshausen/Mainburg lebte. Das Kreuz soll aus einer Panzerplatte in der Werkstatt des Kunstschmieds Josef Unger in Mainburg geschmiedet worden sein und daran erinnern, dass die Apostelkirche die evangelische Standortkirche Neuburgs ist.

## Glasfenster
Im Jahre 1983 wurden die ursprünglich durchsichtigen sieben Seitenfenster auf jeder Seite durch 105 × 110 cm große Farbgläser ersetzt. Entworfen wurden sie zum Thema „Zärtlichkeiten Gottes“ nach Ps 84  von der Selbitzer Schwester Christamaria Schröter. Die Glasfenster wurden von Neuburger Bürgern beider Konfessionen und den Konfirmandenjahrgängen der 1980er Jahre gestiftet und von der Bayerischen Hofglasmalerei Gustav van Treek in München gefertigt.

## Orgel

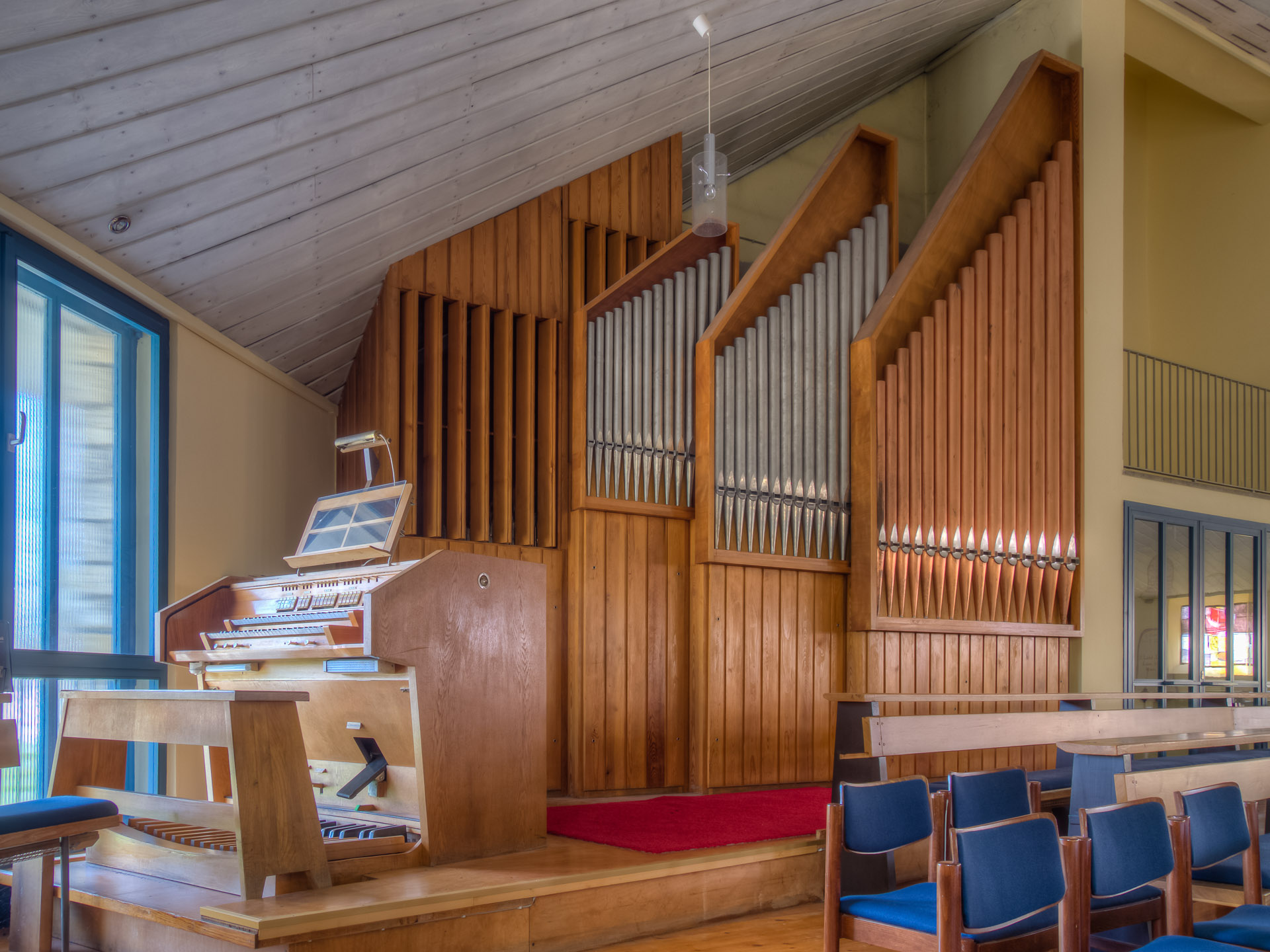
Spieltisch und Orgelprospekt auf der Empore der Apostelkirche

Auf der Empore befindet sich die Orgel, 1967 von der Orgelbaufirma Nenninger in München erbaut, mit 17 Registern auf zwei Manualen gebaut. Sie besitzt folgende Disposition:
| I. Manualwerk C– |       |
| Rohrflöte        | 8′    |
| Gemshorn         | 4′    |
| Oktave           | 4′    |
| Schwiegel        | 2′    |
| Rauschquinte     | 2 ⁄3′ |
| Mixtur           | 1 ⁄3′ |

| II. Manualwerk C– |       |
| Holzgedeckt       | 8′    |
| Koppelflöte       | 4′    |
| Prinzipal         | 2′    |
| Sesquialtera      | 2 ⁄3′ |
| Cymbel            | 1′    |
| Tremulant         |       |

| Pedalwerk C– |     |
| Untersatz    | 16′ |
| Oktave       | 8′  |
| Choralbass   | 4′  |
| Kleinpommer  | 2′  |
| Fagott       | 16′ |

- Koppeln: II/I, I/P, II/P.

## Glocken

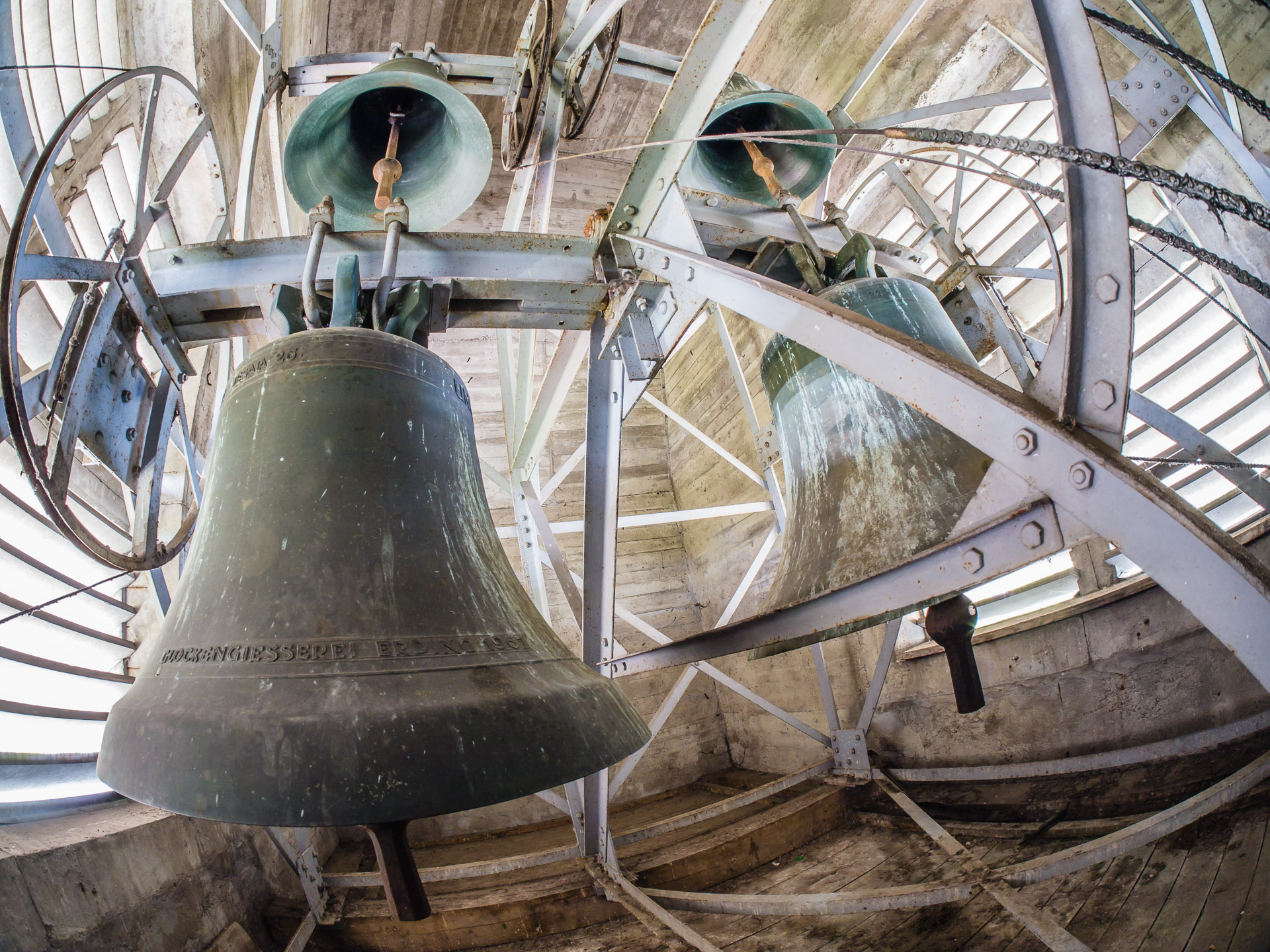
Glockenstube der Apostelkirche

Im Glockenturm hängen vier Glocken mit einem Gesamtgewicht von fast 30 Zentnern. Sie wurden von der Erdinger Glockengießerei Karl Czudnochowsky, die unter anderem auch die meisten Glocken im Münchner „Alten Peter“ hergestellt hat, in den 1960er Jahren gegossen:
- fis`+3: (700 kg) – „O Land, Land, Land höre des Herrn Worte“ Jeremia 22,29
- ais`+1: (360 kg) – „Uns, Herr, wirst Du Frieden schaffen“ Jeremia 26,12
- cis``+3: (219 kg) – „Lasset uns wahrhaftig sein in der Liebe“ Epheser 4,15
- dis``+2: (160 kg) – „Er hat seinen Engeln befohlen, dass sie dich behüten auf allen deinen Wegen“